# Steganacarus rafalskii
Steganacarus rafalskii är en kvalsterart som först beskrevs av Wojciech Niedbała 1981.  Steganacarus rafalskii ingår i släktet Steganacarus och familjen Phthiracaridae. Inga underarter finns listade i Catalogue of Life.